# Pamíro-Alaj
Pamíro-Alaj (rusky Памиро-Алай, Pamiro-Alaj), též Hissarsko-alajská soustava, je pohoří mezi Ťan-šanem a Pamírem, někdy považované za součást Ťan-šanu. Táhne se podél tádžicko-kyrgyzských hranic, na západě zasahuje okrajově do Uzbekistánu a Turkmenistánu. Od severněji ležícího Ťan-šanu je oddělen Ferganskou kotlinou a na východě průsmykem Taldyk (3615 m), od jižněji ležícího Pamíru pak Alajskou kotlinou s řekou Kyzylsu / Surchob / Vachš. Pohoří přesahuje výšku 5000 metrů, nejvyšším bodem je 5621 m n. m. vysoký Pik Skalistyj.

## Členění
Pamiro-alaj se skládá ze čtyř hlavních hřbetů, z nichž tři se setkávají v tzv. Matčinském horském uzlu. Hlavními hřbety jsou:
- Alajský hřbet, vybíhající z Matčinského horského uzlu na východ a v sedle Taldyk navazující na Ťan-šan. Tvoří rozvodí mezi řekou Kyzylsu a Ferganskou kotlinou. Nejvyšším bodem hřbetu je 5544 m n. m. vysoký Pik Tandykul.
- Turkestánský hřbet, nejsevernější ze tří paralelních hřbetů na západ od Matčinského horského uzlu. Ze severu je obklopen Ferganskou kotlinou, z jihu řekou Zeravšan. Nejvyšší bod, Pik Skalistyj, se nachází takřka v horském uzlu s ostatními hřbety.
- Zeravšanský hřbet, prostřední ze tří paralelních hřbetů. Z větší části není tento hřbet vodorozdělný, neboť je na několika místech proražen přítoky řeky Zeravšan. Nejvyšší vrchol, hora Čimtarga (5489 m n. m.) se nenachází na samotném hřebenu, ale v jeho jižní rozsoše ve Fanských horách.
- Hissarský hřbet, nejjižnější ze tří paralelních hřbetů, se odděluje od hřbetu Zeravšanského, nedosahuje až Matčinského horského uzlu. Tvoří rozvodí mezi řekami Zeravšan a Amudarja. Nejvyšším vrcholem je hora Chodžalakan dosahující výšky 4764 m n. m..

Mezi Zeravšanským a Hissarským hřbetem v jejich západní části se pak nachází systém hřbetů a rozsoch kolmých a kosých k hlavním hřbetům, nazývaný Fanské hory. Jde o nejznámější a turisticky nejnavštěvovanější část pohoří. Nejvyšším vrcholem je zde již zmíněná, 5489 m n. m. vysoká Čimtarga.
Kromě hlavních hřbetů je součástí Pamiro-alaje celá řada kratších hřbetů, jako je Karateginský hřbet na jihovýchodě pohoří nebo Kugitangtau v jeho nejjižnější části.

## Geologie

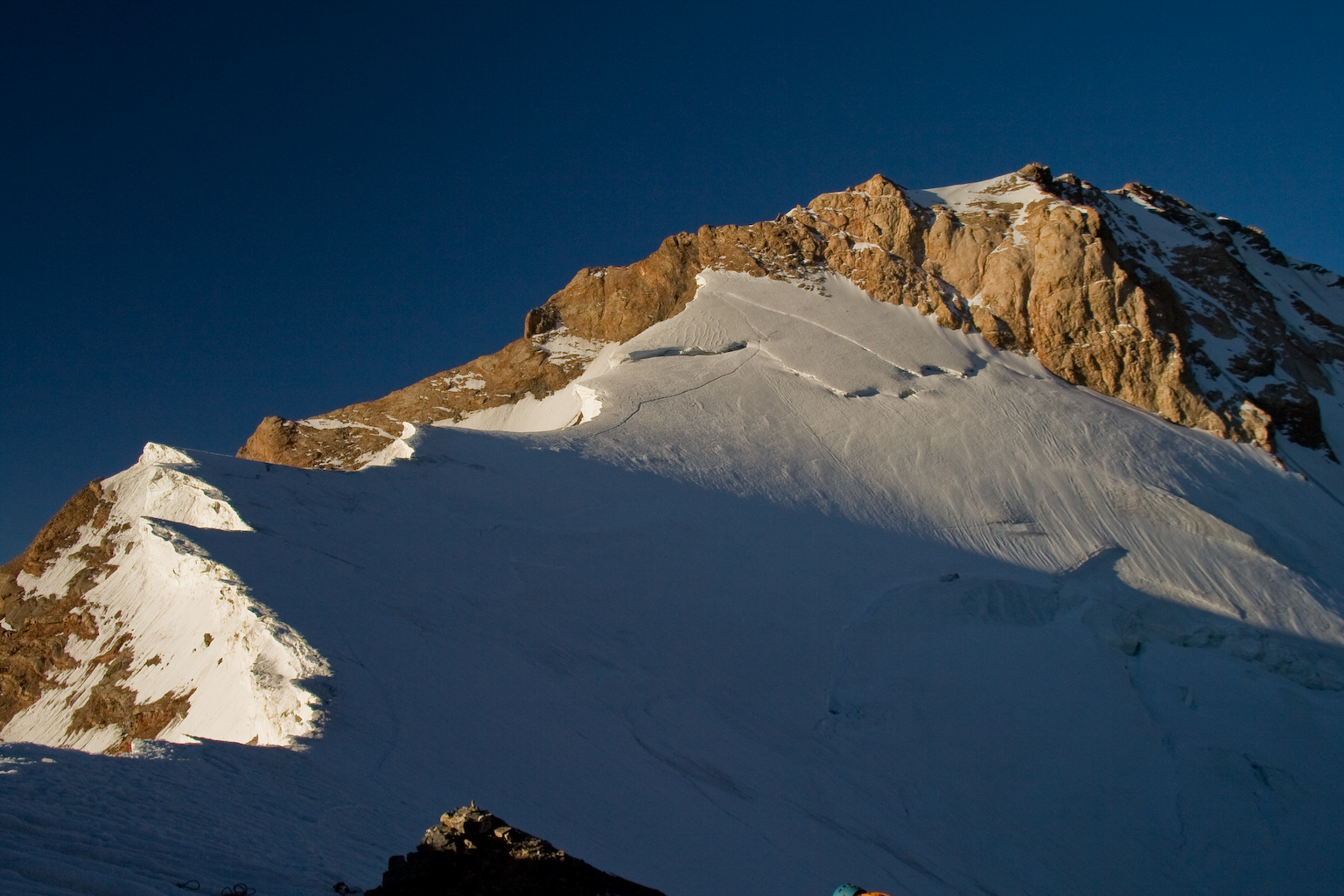
Vrcholové partie hory Čimtarga

Pamiro-Alaj byl vyvrásněn v souvislosti s hercynským vrásněním v paleozoiku. Starší silurské až karbonské sedimenty - převážně vápence a břidlice, méně často pískovce - byly při něm vyvrásněny a někdy slabě metamorfovány. Dokladem hercynské horotvorné činnosti jsou také rozsáhlé intruze prvohorních žul, nejrozsáhlejší v oblasti Hissarského hřbetu. Žulové intruze jsou zde zachovány také z období kimmerského vrásnění. Pohoří bylo v neogénu tektonicky reaktivováno v souvislosti s alpinským vrásněním. Při něm byly reaktivovány staré zlomy a došlo k výzdvihům, ale také vrásným nasunutím ve směru od jihu k severu. Alpinským vrásněním bylo podmíněno dnešní rovnoběžkové uspořádání hlavních pamiroalajských hřbetů. Pohoří je stále tektonicky aktivní, dochází zde k četným zemětřesením a rychlost výzdvihu zdejších horstev stále dosahuje 10 - 14 mm za rok.

## Geomorfologie
Hlavní hřebeny Pamiro-Alaje jsou rovnoběžkově uspořádány a mají asymterickou stavbu s dlouhými a pozvolnými severními svahy a krátkými a příkrými svahy jižními. Typicky velehorský reliéf se vyskytuje zejména v nejvyšších částech pohoří, jako je Matčinský horský uzel, Fanské hory a některé partie Alajského, Zeravšanského a Turkestánského hřbetu. Na mnoho místech je zachován starý peneplenizovaný reliéf s relikty mladomezozoických až terciérních pánví.

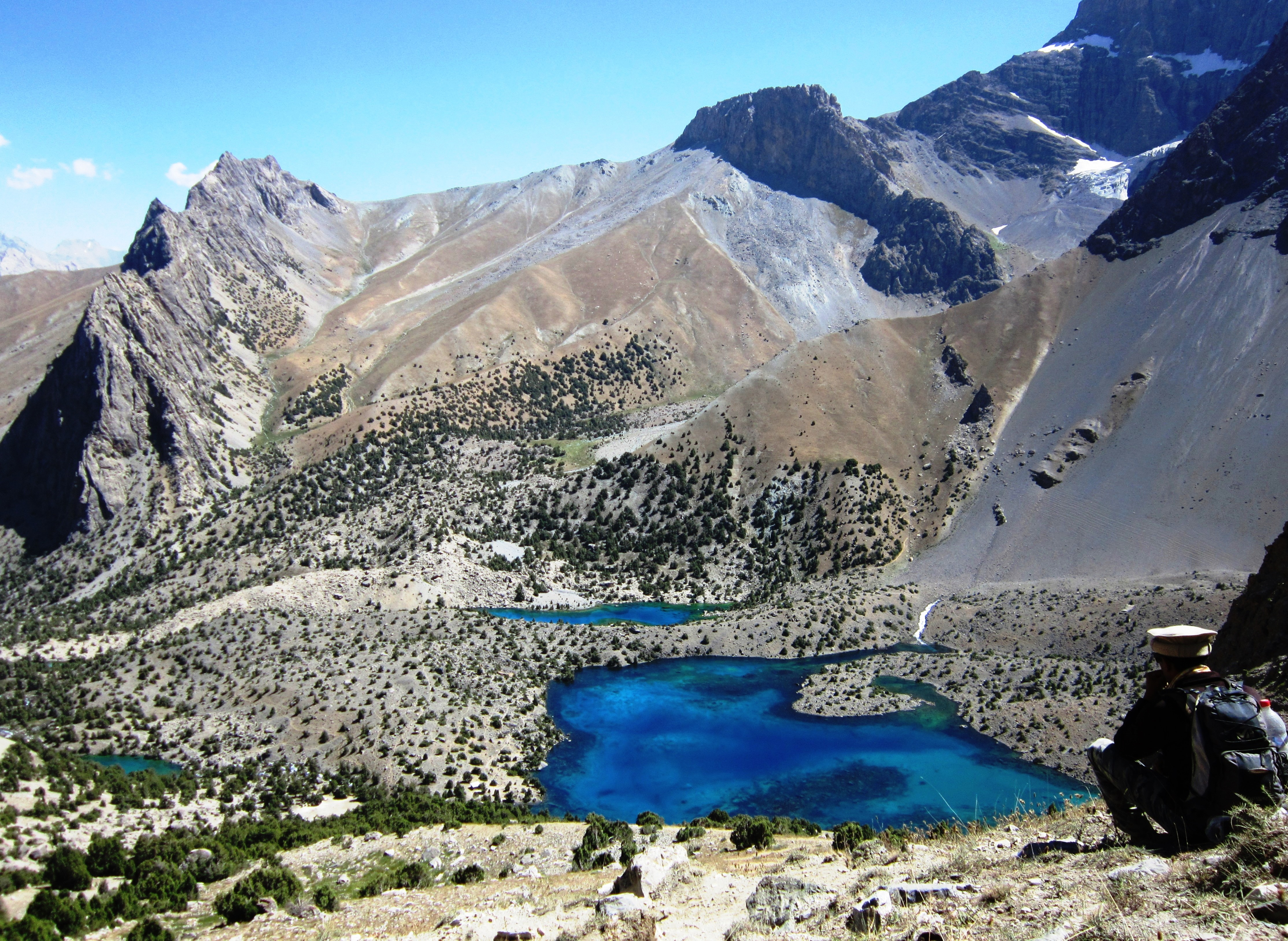
Krajina Fanských hor

### Zalednění
Nejvyšší části pohoří jsou zaledněny. Sněžná čára je v nadmořských výškách 4000 - 4500 metrů nad mořem, čela ledovců jsou ve výškách 3000 - 3500 m n. m. Centrum zalednění je v Matčinském horském uzlu, kde jsou vyvinuty dlouhé údolní ledovce. Nejdelší z nich, Zeravšanský, má délku 25 km a plochu 126 km2. Zaledněny jsou i ostatní vysoké části pohoří, jako jsou nejvyšší partie Alajského či Turkestánského hřbetu nebo Fanské hory. Pro existenci ledovců jsou v této oblasti kromě atmosférických srážek také velmi důležité laviny.
V období pleistocenních glaciálů bylo zalednění rozsáhlejší, ledovce sahaly až do výšek kolem 2000 m n. m. Bludné balvany se nacházejí i ve výškách kolem 1000 m n. m. Vyvinuta jsou trogová údolí ve tvaru písmene U.

## Podnebí

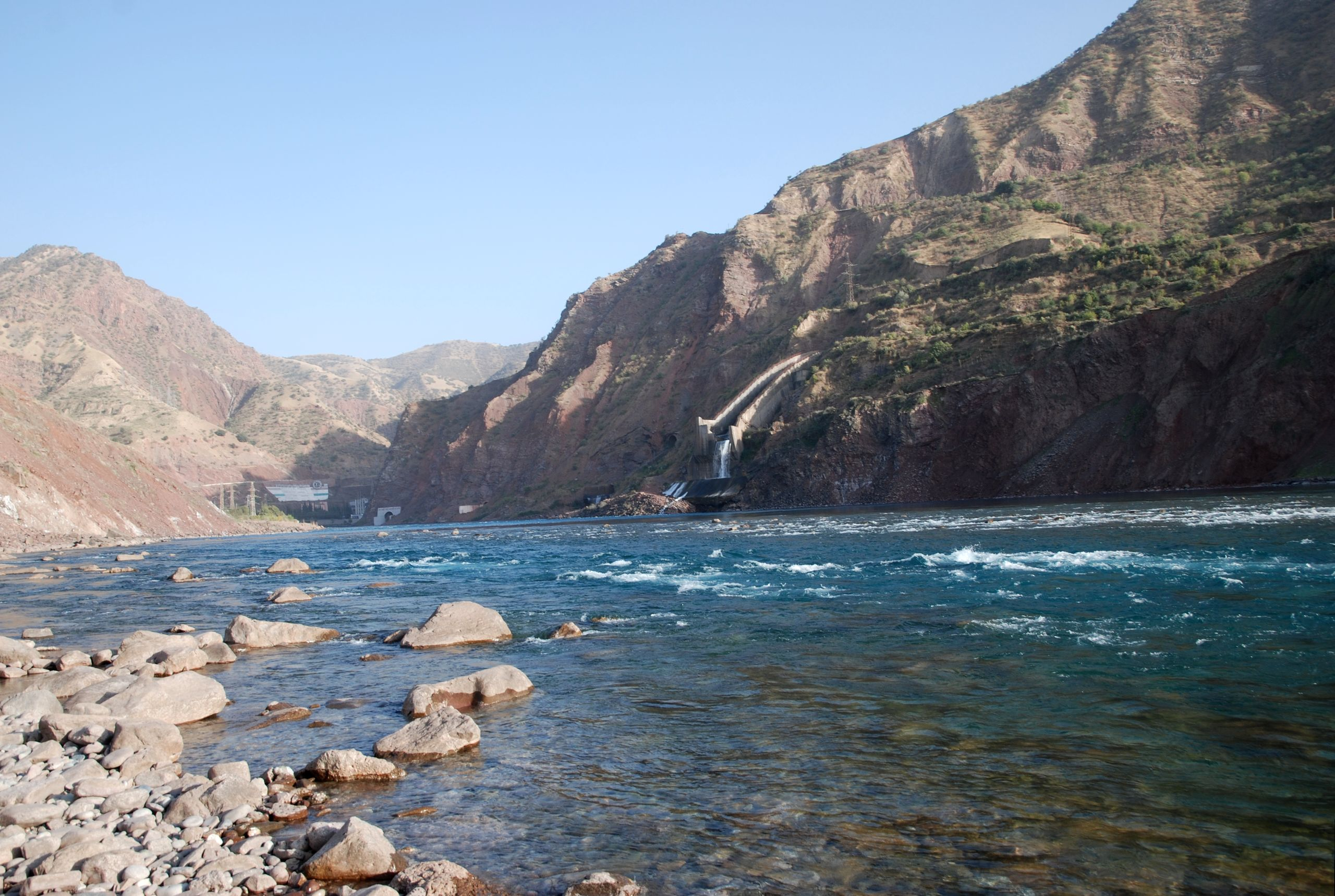
Řeka Vachš

Podnebí Pamiro-Alaje je kontinentální a silně aridní. Srážky jsou po většinu roku nízké, s převahou srážek v zimních a jarních měsících, kdy ve vyšších polohách spadne až 1000 - 1500 mm srážek. Srážková maxima jsou dosahována v březnu nebo dubnu, kdy se do oblasti nasouvá íránská větev polární fronty. Maxima srážek jsou v nadmořských výškách 2000 - 4000 m n. m., vertikální gradient srážek je v Hissarském hřbetu 90-100 mm na 100 m, na severních svazích Alajského hřbetu pouze 20 mm na 100 m. Velký vliv má také lokální topografie, uplatňují se zde rozdíly mezi závětrnými a návětrnými částmi svahu. Silné srážky jsou spojeny s rozvojem situace známé jako orografická okluze, kdy dojde k rozvlnění studené fronty na horských hřbetech Pamiro-Alaje. Léto je suché a slunečné.

## Vodstvo

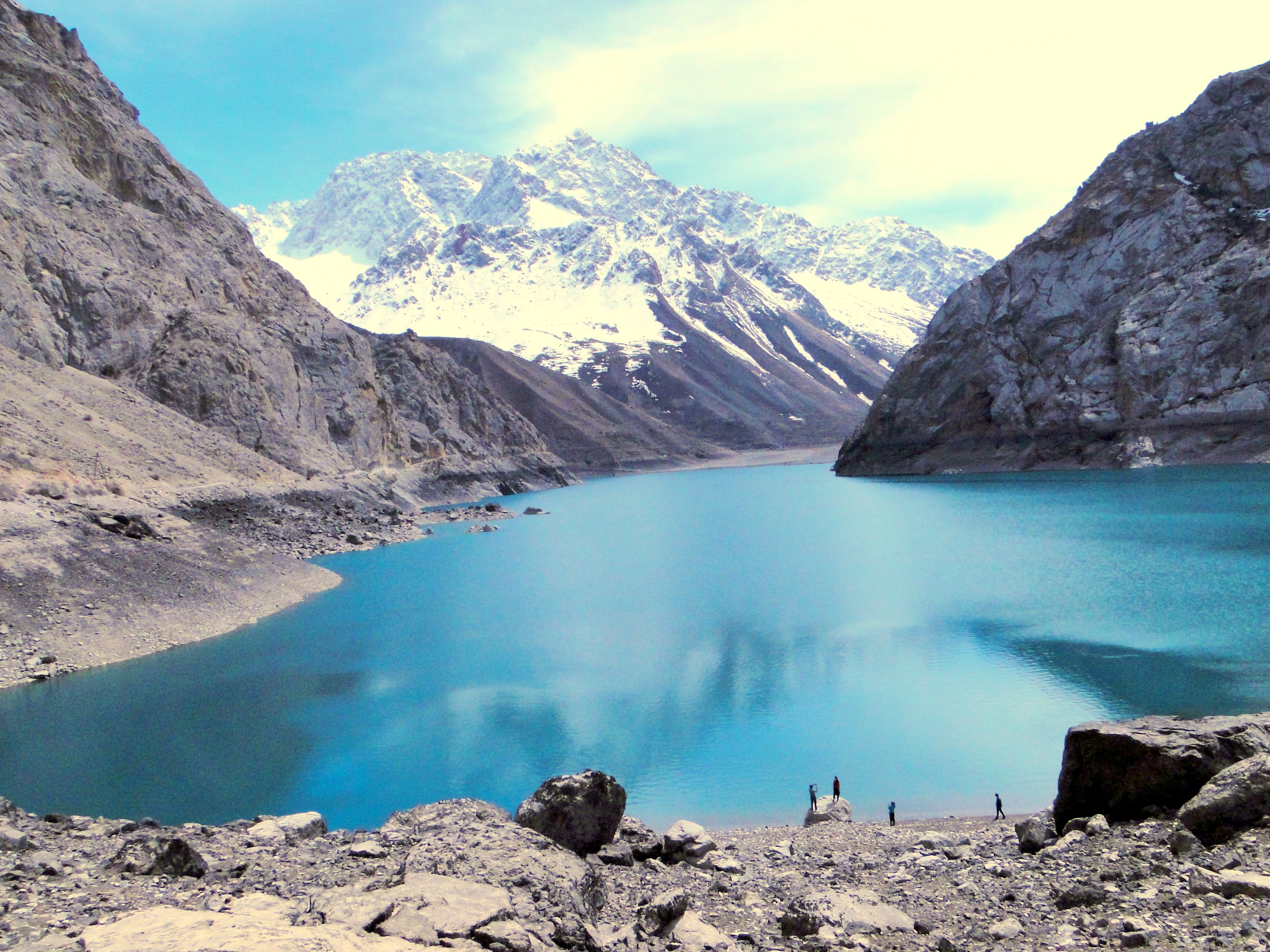
Horské jezero ve Fanských horách

Pamiro-Alaj tvoří rozvodí mezi povodími řek Amudarja, Syrdarja a Zeravšan. K povodí Syrdarji patří krátké vodní toky stékající ze severních svahů Alajského a Turkestánského hřbetu. Do Amudarji tečou mohutné řeky, odvodňující jižní svahy Alajského, Zeravšanského a Hissarského hřbetu. K největším z nich patří Kyzylsu/Vachš, Taursu, Kafirnigan a Surchandarja. Zeravšan pak odvodňuje jižní svahy Turkestánského hřbetu, většinu Zeravšanského hřbetu a severní svahy hřbetu Hissarského.
Zdejší řeky se vyznačují bouřlivým tokem, nevyrovnaným spádem a množstvím vodopádů a peřejí. Zdrojem vodnosti je tající sníh a ledovce, maximálních průtoků tedy dosahují v létě. Menší vodní toky bývají pouze sezónní. Horské toky v krajině s řídkou vegetací způsobují značnou erozi, z povodí řeky Vachš je odneseno v průměru 2560 tun materiálu na km2 za rok.
V Pamiro-Alaji je málo jezer, hojnější jsou pouze v oblasti Fanských hor. Největší je jezero Iskanderkul o rozloze 3,5 km2. Toto jezero hrazené morénou a sesuvem, je hluboké 72 m při hladině ve výšce 2199 m n. m. Dalšími jezery jsou Čumurak, Kurikalon nebo Alaudin.

## Fauna a flóra

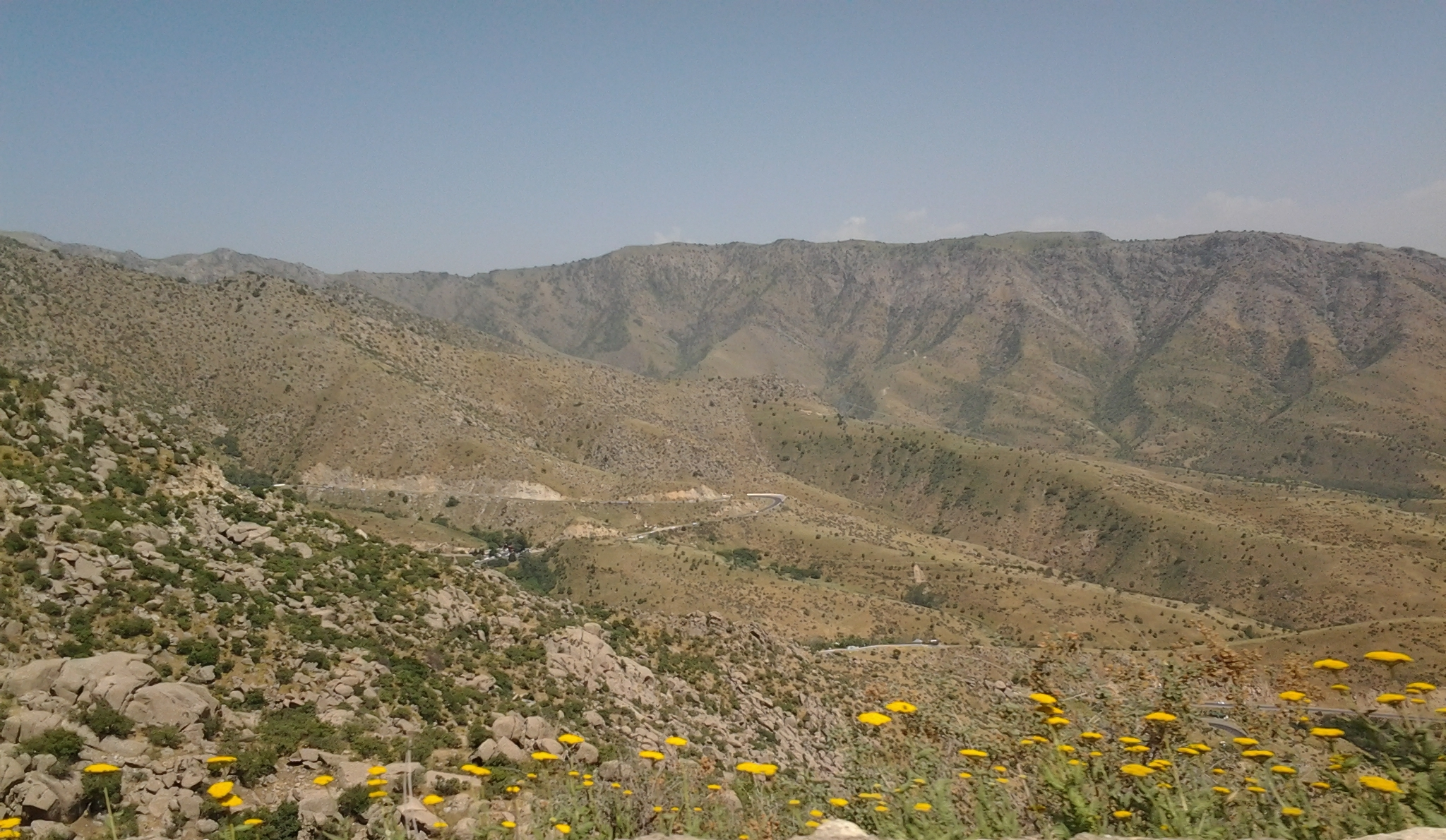
Aridní jižní svahy Zeravšanského hřbetu

Nejvýraznější vliv na charakter vegetace má suché podnebí. Nižší polohy tvoří pelyňkové pouště a polopouště, které výše přecházejí do horských stepí. Rozvolněná lesní vegetace je zastoupena ve středních polohách na severních svazích, a to ve třech formách - jednak řídké aridní porosty pistácie, dále vzácné opadavé listnaté lesy tvořené ořešákem královským (Juglans regia) a javorem turkestánským (Acer turkestanicum), a také otevřené porosty jalovců (Juniperus turkestanica, J. seravshanica, J. semiglobosa). Lesní vegetace tvoří mozaiku se stepními loukami. Jižní svahy jsou bezlesé, mají vegetaci chudou.a aridní. Nad pásem lesů je pak alpinská vegetace s hojným zastoupením skalniček, jako je kozinec, sasanka, řebčík, kosatec, lomikámen, mochna, prvosenka nebo dionýsie (Dionysia).
Faunu zastupují především pouštní, stepní a horské druhy. Z plazů jsou zastoupeny agamy Lehmanovy a himálajské (Laudakia Lehmani, L. himalayana), užovky Coluber rhodorachis nebo prudce jedovatí ploskolebci Agkistrodon halys. Z ptáků je zastoupen orel skalní (Aguila chrysaetos), supové bělohlavý a hnědý (Gyps fulvus, Aegypius monachus), orlosup bradatý (Gypaetus barbatus), v lesním pásmu pak například dudek chocholatý (Upupa epops) či strakapoud bělokřídlý (Picoides leucopterus), stepní biotopy obývá orebice horská (Alectoris graeca) nebo velekur himálajský (Tetraogallus himalayensis). Ze savců jsou nejhojněji zastoupeni hlodavci, jako jsou sysli nebo svišti. Horské oblasti obývají kozorožci sibiřští (Capra ibex sibirica) a ovce Argali (Ovis ammon), v některých oblastech byl vysazen jelen bucharský (Cervus elaphus bactrianus). Z šelem se v nižších polohách vyskytuje korsak (Vulpes corsac) nebo šakal (Canis aureus), v odlehlých velehorských oblastech přežívá irbis (Panthera uncia), v některých oblastech také běžně žije medvěd hnědý (Ursus arctos).